# Matías Rodríguez Inciarte
Matías Rodríguez Inciarte (Oviedo, 23 de març de 1948) és un financer i polític espanyol.

## Biografia
Estudia el Batxillerat a l'Institut Alfonso II d'Oviedo i Ciències Econòmiques en Madrid i ingressa, en 1972, en el cos de Tècnics Comercials i Economistes de l'Estat. En 1973 és destinat com a conseller comercial de l'Ambaixada d'Espanya en Santiago de Xile. En 1977 és nomenat Sotsdirector general d'Economia i Desenvolupament Pesquer i, poc després, Secretari General Tècnic del Ministeri d'Economia. Després d'ocupar altres càrrecs en l'administració, al febrer de 1981 és designat Secretari d'Estat adjunt al President del Govern d'Espanya. Al setembre d'aquest any és nomenat per Leopoldo Calvo-Sotelo ministre de la Presidència, càrrec en el qual roman fins a les eleccions generals espanyoles de 1982.
En 1984 s'incorpora al Banco de Santander, on ocupa la Sotsdirecció general en 1986 i la Vicepresidència Segona en 1994, càrrec que ocupa en l'actualitat. Des de 2008 és també President de la Fundació Príncep d'Astúries. És President del Consell Social de la Universitat Carles III de Madrid.